# Pitangueiras (Paraná)
Pour les articles homonymes, voir Pitangueiras.
Pitangueiras est une municipalité brésilienne située dans l'État du Paraná.